# Енергетичний баланс (економіка)
Енергетичний баланс (англ. power balance, нім. Energiebilanz f, фр. Bilan énergétique) — система показників, що характеризують ресурси, виробництво та використання всіх видів палива й енергії. До. Е.б. входять як складові частини, баланси електроенергії — паливний і тепла, тому його називають зведеним паливно-енергетичним балансом. Весь обсяг виробленої і використаної енергії, який вказують в Е.б., подають у тоннах умовного палива (зазвичай, це тонна нафтового еквівалента, тне). Перерахунок провадять за допомогою так званого калорійного еквівалента, який обчислюють як відношення теплоти згоряння кілограма робочого палива до теплоти згоряння кілограма умовного палива (7000 ккал.). Е.б. використовують для встановлення рівня забезпеченості економіки наявними енергетичними ресурсами та виявлення змін у структурі паливних та енергетичних ресурсів і енергопостачання.

## Визначення та умовні позначення

#### Загальні визначення
«Енергія» — це тепло або сила (механічна чи електрична), тобто дві форми енергії, що використовуються кінцевим споживачем; але багато хто неправильно використовує цей термін для позначення палива, яке краще називати «енергетичними продуктами» або «енергоносіями».
«Первинна енергія» — це початковий крок в «енергетичному ланцюгу», де природний ресурс використовується для задоволення потреб людини. Це визначення насправді дуже важко чітко тлумачити; отже його використання в статистичних балансах стало можливим лише через численні підбирання більш-менш довільних угод, і тому підлягало суперечкам.
«Вторинними» енергетичними засобами є продукти, здобуті у підсумку перетворення первинної енергії; а також нафтопродукти, отримані від переробки сирої нафти, електроенергія або тепло, що розподіляються тепломережами.
«Кінцева енергія» — це енергія, яку використовує кінцевий споживач. Це або первинна енергія (наприклад: опалення вугіллям або дровами, сонячна теплова [сонячний водонагрівач], пряме геотермальне опалення тощо), або вторинний продукт (електрика, розподілене тепло, нафтопродукти, міський розподілений газ, деревне вугілля, тощо).